# Life on Mars?
Life on Mars? is een nummer van de Britse muzikant David Bowie, uitgebracht in 1971 op zijn album Hunky Dory en in 1973 uitgebracht op single. De single bereikte de derde plaats in Engeland, maar bleef in andere landen redelijk onopgemerkt - in Nederland stond het nummer enkel na Bowie's overlijden op 10 januari 2016 één week in de Single Top 100 op plaats 95. Desondanks is het toch een van de bekendste nummers van Bowie.

## Achtergrond
In 1968 schreef Bowie het nummer "Even a Fool Learns to Love" op de melodie van het Franse nummer "Comme d'habitude". Deze versie werd nooit officieel uitgebracht, maar het nummer werd later vertaald naar "My Way", dat beroemd werd gemaakt in de versie van Frank Sinatra. Dit succes inspireerde Bowie om "Life on Mars?" te schrijven als parodie op dit nummer. In de credits van het album Hunky Dory schreef Bowie ook dat dit nummer was "geïnspireerd door Frankie". De regel "look at those cavemen go" is een verwijzing naar het nummer "Alley Oop" van de Amerikaanse doowopgroep The Hollywood Argyles.
In 1971 beschreef Bowie het nummer als "de reactie van een gevoelig jong meisje op berichten in de media". In 1997 voegde hij hieraan toe: "Ik denk dat ze teleurgesteld is in de realiteit...dat, alhoewel ze leeft in de slop van de realiteit, haar verteld wordt dat er ergens een beter leven is, en ze is teleurgesteld dat ze daar geen toegang toe heeft."

## Versies
In 2016 werd een remix van het nummer uitgebracht. Het nummer werd ook gecoverd door onder anderen Barbra Streisand, Phish, The Flaming Lips, Sarah Blasko, Jessica Lange, Seu Jorge, Lorde, AURORA, Trey Songz, Robby Valentine en Jasper Steverlinck.

## Videoclip
Mick Rock filmde op 12 mei 1973 een videoclip in Earls Court, die tegelijk zou worden uitgebracht met de single. In de videoclip is Bowie te zien met veel make-up op zijn gezicht, terwijl hij het nummer zingt voor een witte achtergrond, waarbij veel close-ups van zijn gezicht worden gemaakt. Hij heeft hierbij een turquoise "ijsblauw" pak aan, ontworpen door Freddi Buretti, die eerder met Bowie samenwerkte in de band Arnold Corns.

## Tracklijst
1. "Life on Mars?" - 3:48
2. "The Man Who Sold the World" - 3:55

- De Portugese versie van de single had "Black Country Rock" als B-kant.

## Muzikanten
- David Bowie: zang
- Mick Ronson: gitaar, mellotron, strijkersarrangement
- Trevor Bolder: basgitaar
- Mick Woodmansey: drums
- Rick Wakeman: piano

## NPO Radio 2 Top 2000
| Nummer met noteringen in de NPO Radio 2 Top 2000 | '05  | '06 | '07 | '08  | '09 | '10 | '11 | '12 | '13 | '14 | '15 | '16 | '17 | '18 | '19 | '20 | '21 | '22 | '23 | '24 |
| ------------------------------------------------ | ---- | --- | --- | ---- | --- | --- | --- | --- | --- | --- | --- | --- | --- | --- | --- | --- | --- | --- | --- | --- |
| Life on Mars?                                    | 1171 | 901 | 727 | 1261 | 653 | 698 | 738 | 649 | 482 | 477 | 570 | 182 | 267 | 351 | 388 | 483 | 501 | 578 | 580 | 477 |

1. ↑  Een vetgedrukt getal geeft de hoogste notering aan.
2. ↑  2005 was het eerste jaar met een notering voor dit nummer.

## Trivia
- Op 6 februari 2018 werd de song gebruikt tijdens de livestream van de Falcon Heavy testvlucht op het moment dat de neuskegel werd afgeworpen en de Tesla Roadster met de pop Starman die als dummyvracht werden gelanceerd aan de ruimte werden blootgesteld.[1] De beelden van de lancering werden wereldwijd door veel televisiekanalen uitgezonden en de uitzending van SpaceX op YouTube was op dat moment met twee miljoen kijkers de een na best bekeken livestream op dat platform ooit.